# ویرلیسیا
شهر ویرلیسیا در استان آتیک در کشور یونان واقع شده است که دارای جمعیت ۳۲٬۵۸۹  نفر می‌باشد.